# فیلم‌شناسی لی دا هه
لی دا هه (کره‌ای: 이다해; هانجا: 李多海؛ زادهٔ بیون دا-هه در ۱۹ آوریل ۱۹۸۴) بازیگر کره‌ای استرالیایی است. او بیشتر به خاطر ایفای نقش در سریال‌های کره‌ای دختر من (۲۰۰۵)، شکارچیان برده (۲۰۱۰) و پادشاه هتل (۲۰۱۴) و همچنین سریال‌های چینی در واقع عشق (۲۰۱۲) و بهترین زوج (۲۰۱۶) شناخته می‌شود.

## مجموعه‌های تلویزیونی
| سال  | عنوان                            | نقش                   | شبکه               |
| ---- | -------------------------------- | --------------------- | ------------------ |
| ۲۰۰۲ | پارک جونگ چول، یک مرد خوب جوان   | لی اون-جو             | ام‌بی‌سی             |
| ۲۰۰۲ | لینگ لینگ                        | سونگ اون-ها           | ام‌بی‌سی             |
| ۲۰۰۳ | خبر خوب                          | TBC                   | ام‌بی‌سی             |
| ۲۰۰۴ | سوییت ۱۸                         | مون گا-یونگ           | کی‌بی‌اس۲            |
| ۲۰۰۴ | پژواک ستاره                      | جی-یونگ               | ام‌بی‌سی / فوجی تی‌وی |
| ۲۰۰۴ | پری گل نیلوفر / سرنوشت بهشا      | یون چو-وون            | ام‌بی‌سی             |
| ۲۰۰۵ | رز سبز                           | اوه سو-آه             | اس‌بی‌اس             |
| ۲۰۰۵ | دختر من                          | جو یو-رین             | اس‌بی‌اس             |
| ۲۰۰۷ | سلام! خانم                       | لی سو-ها              | کی‌بی‌اس۲            |
| ۲۰۰۸ | سارق                             | جین دال-ره            | اس‌بی‌اس             |
| ۲۰۰۸ | شرق بهشت                         | مین هه-رین            | ام‌بی‌سی             |
| ۲۰۱۰ | شکارچیان برده                    | اون-نیون / کیم هه-وون | کی‌بی‌اس۲            |
| ۲۰۱۰ | فرار: پلن بی                     | هه-وون (حضور افتخاری) | کی‌بی‌اس۲            |
| ۲۰۱۰ | هارو: یک روز فراموش نشدنی در کره | فیلم‌نامه‌نویس          | TBC                |
| ۲۰۱۱ | خانم ریپلی                       | جانگ می-ری            | ام‌بی‌سی             |
| ۲۰۱۲ | در واقع عشق                      | وانگ شیائو شیا        | هونان              |
| ۲۰۱۳ | آیریس ۲: نسل جدید                | جی سو-یون             | کی‌بی‌اس۲            |
| ۲۰۱۴ | پادشاه هتل                       | آه مو-نه              | ام‌بی‌سی             |
| ۲۰۱۶ | بهترین عاشق                      | چوی هوان-یونگ         | یوکو               |
| ۲۰۱۸ | جادوگر خوب                       | چا سون-هی / چا دو-هی  | اس‌بی‌اس             |
| TBA  | الههٔ من مادر من                  | جیانگ جینبو           | TBC                |

## برنامه‌های تلویزیونی
| سال  | عنوان            | نقش      | شبکه    |
| ---- | ---------------- | -------- | ------- |
| ۲۰۱۷ | دختران مهمانخانه | عضو ثابت | کی‌بی‌اس۲ |

## موزیک ویدئو
| سال  | نام آهنگ                                                                             | آرتیست         |
| ---- | ------------------------------------------------------------------------------------ | -------------- |
| ۲۰۰۲ | «یک روزی» انگلیسی: (Someday)                                                         | جی-واک         |
| ۲۰۰۷ | «من عاشق راک اند رولم» (ورژن کره‌ای) انگلیسی: (I Love Rock 'n' Roll (Korean version)) | لی دا هه       |
| ۲۰۰۸ | «حافظه» انگلیسی: (Memory)                                                            | کیم بوم-سو     |
| ۲۰۰۹ | «Pas de Deux»                                                                        | ویل پان        |
| ۲۰۰۹ | «طالع امروز» انگلیسی: (Today's Horoscope; 오늘의 운세)                               | کیم هیونگ-جونگ |
| ۲۰۱۰ | «من دور خواهم شد» انگلیسی: (I Will Move Away; 비켜줄께)                              | براون آید سول  |

## میزبان
| سال  | رویداد                             | توضیحات                 |
| ---- | ---------------------------------- | ----------------------- |
| ۲۰۰۴ | Humming Tree 2004 Music On Concert |                         |
| ۲۰۰۶ | جوایز درامای اس‌بی‌اس                |                         |
| ۲۰۰۷ | ام‌نت کی‌ام میوزیک فستیوال           |                         |
| ۲۰۰۷ | جوایز درامای کی‌بی‌اس                |                         |
| ۲۰۰۸ | پنجاهمین سالگرد فستیوال کره-تایلند | میزبانی به زبان انگلیسی |
| ۲۰۰۹ | ششمین فستیوال آهنگ آسیا            | میزبانی به زبان انگلیسی |
| ۲۰۰۹ | جوایز درامای کی‌بی‌اس                |                         |
| ۲۰۱۰ | ششمین مراسم مستر ورلد              | میزبانی به زبان انگلیسی |
| ۲۰۱۰ | جوایز درامای کی‌بی‌اس                | [ ۳ ]                   |
| ۲۰۱۱ | دومین جوایز فرهنگ و هنر سئول       | [ ۴ ] [ ۵ ]             |